# محمد بن عبد الرحمن العلقمي
شمس الدين محمد بن عبد الرحمن بن علي بن أبي بكر العلقمي القاهري الشافعي (17 ديسمبر 1491 - 1561) عالم مسلم مصري ومدرس أزهري ومفسر من القرن العاشر الهجري/ السادس عشر الميلادي عاش في نهاية الدولة المملوكية وبداية الدولة العثمانية. تتلمذ لجلال الدين السيوطي وأخذ عن البدر الغزي ودرّس بالجامع الأزهر وأجيز بالتدريس والإفتاء. هو مفسر ومحدث وكان من أعيان فقهاء الشافعية بالديار المصرية في القرن العاشر الهجري. عمرّ عدة جوامع في بلاد الرِّيف. من آثاره قبس النيرين حاشية على تفسير الجلالين والكوكب المنير في شرح الجامع الصغير وملتقى البحرين بين الجمع بين كلام الشيخين.

## سيرته
هو محمد بن عبد الرحمن بن علي بن أبي بكر العلقمي، شمس الدين، ولد 15 صفر 897 هـ/ 17 ديسمبر 1491 م في القاهرة. أخذ عن شهاب الدين، وناصر الدين اللقاني، وجلال الدين السيوطي والبدر الغزي وغيرهما. وأجازوه بالإفتاء والتدريس، فأفتى، ودرس في جامع الأزهر، وانتفع به جماعة كثيرة في تحقيق العلوم الشرعية، والعقلية. وصف بأنه كان متضلعاً من العلوم العقلية والنقلية، قوّالاً بالحق، ناهياً عن المنكر، له توجه عظيم في قضاء حوائج إخوانه وعمر عدة جوامع في بلاد الرِّيف. وكان يأمر بالمعروف، وينهى عن المنكر ويؤاخذ بذلك الأكابر، وكان له توجه عظيم في قضاء حوائج إخوانه، وإذا نزل بأحدهم بلاء لا يتهنى بنوم، ولا عيش حتى يزول عنه ذلك البلاء.

توفي سنة 969 هـ/ 1561 م أو في 963 هـ/ 1558 م.

## مؤلفاته

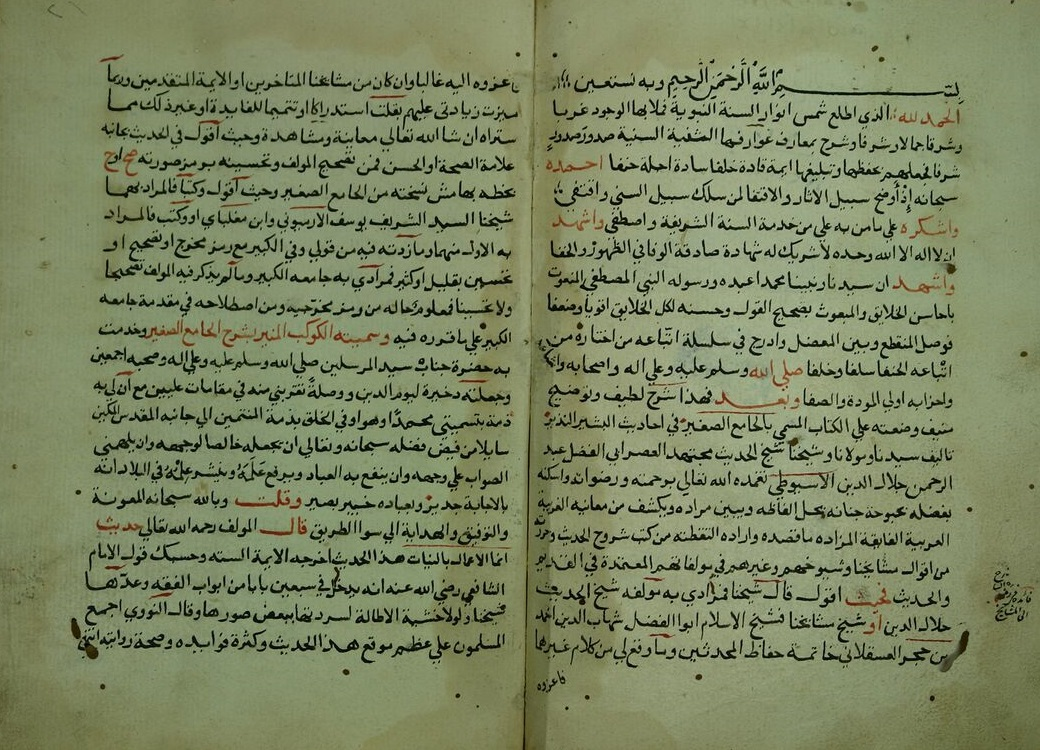
الصفحة الأولى والثانية من مخطوط الكوكب المنير في شرح الجامع الصغير نسخ في 994 هـ/ 1586 م بيد عبد الغفار بن أحمد الشبراوي الشافعي.

- حاشية قبس النيرين على تفسير الجلالين، فرغ منها سنة 952 هـ/ 1545 م.
- الكوكب المنير في شرح الجامع الصغير للسيوطي، فرغ منها سنة 968 هـ/1586 م.
- ملتقى البحرين بين الجمع بين كلام الشيخين.